# Người Tollund

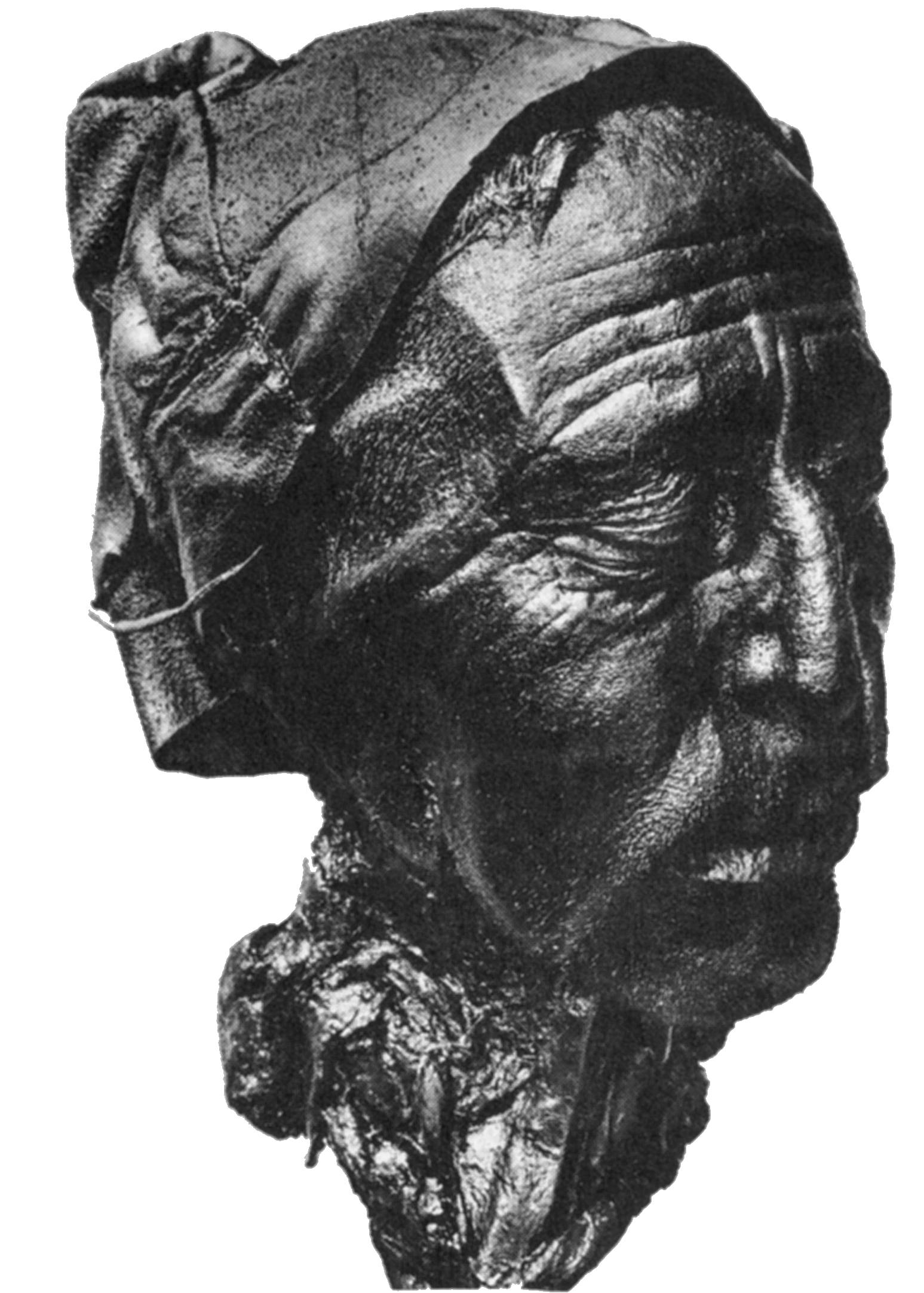
Đầu được bảo quản tốt của người Tollund

Người Tollund là xác chết được ướp xác tự nhiên của một người đàn ông sống trong thế kỷ thứ 4 trước Công nguyên, trong thời kỳ đặc trưng ở Scandinavia là Thời kỳ đồ sắt thời tiền La Mã. Ông được tìm thấy vào năm 1950, được bảo quản như một cơ thể sa lầy, trên bán đảo Jutland. Các đặc điểm thể chất của người đàn ông được bảo quản tốt đến mức ông đã nhầm lẫn tại thời điểm phát hiện ra một nạn nhân giết người gần đây. Mười hai năm trước khi phát hiện ra người Tollund, một cơ thể sa lầy khác, người phụ nữ Elling, đã được tìm thấy trong cùng một đầm lầy. 
Các học giả tin rằng người đàn ông là một sự hy sinh của con người thay vì xử tử hình sự vì vị trí được sắp xếp của cơ thể ông, và thực tế là mắt và miệng của ông đã bị đóng lại.